# ベニチオ・デル・トロ
ベニチオ・デル・トロ（Benicio del Toro, 1967年2月19日 - ）は、プエルトリコ出身の俳優。日本では「ベニチオ」という発音や表記が主流だが、他国での発音は、「ベニシオ」が近い。

## 生い立ち
プエルトリコのサン・ヘルマン出身。スペイン人とイタリア人の血を引く。9歳の時に母親が肝炎で亡くなり、13歳のときペンシルベニアに移住する。両親や祖父が弁護士だったため、自身も弁護士になるつもりだったが、カリフォルニア大学サンディエゴ校で経営学を専攻している間に演技に目覚める。そしてステラ・アドラーなどの演技指導者たちに学ぶため、大学は中退した。

## キャリア
1988年に『ピーウィーの空飛ぶサーカス』で映画デビュー。『007 消されたライセンス』や『ユージュアル・サスペクツ』で強烈な印象を残した。
2000年の『トラフィック』でアカデミー助演男優賞と第51回ベルリン国際映画祭男優賞を受賞する。外国語を話す役柄でのアカデミー助演男優賞受賞者は史上4人目、プエルトリコ人の俳優としては史上3人目でもある。
2003年の『21グラム』では再びアカデミー助演男優賞の候補となる。2004年に同作品の宣伝で来日した際には、熱狂的な日本人女性のファンから腕を噛まれる災難にあったことがあり、日本の新聞の紙面で「トロ様」と呼ばれた。また、宣伝用のフリーペーパーでは同じく助演男優賞で候補になった渡辺謙との対談をしている。
2008年公開のスティーヴン・ソダーバーグ監督の『チェ』では主人公のチェ・ゲバラを演じ、第61回カンヌ国際映画祭男優賞を受賞した。また、同作品のプロモーションでスティーヴン・ソダーバーグらと来日した際には、六本木ヒルズの映画館にて彼らと舞台挨拶を行った。

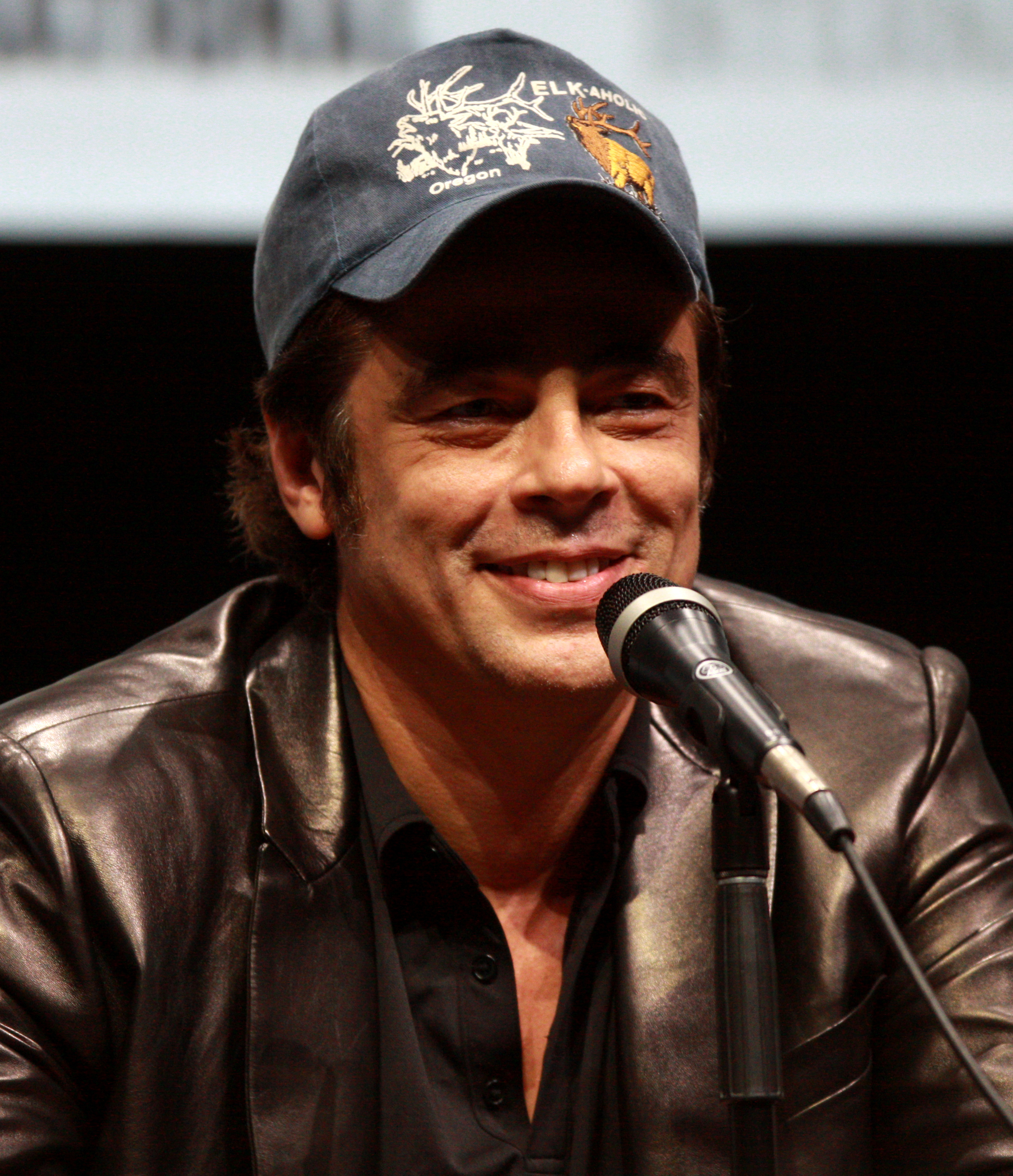
2013年、サンディエゴ・コミコンでのデル・トロ

2012年にキューバ・ハバナの一週間を描いたオムニバス映画『セブン・デイズ・イン・ハバナ』でジョシュ・ハッチャーソンを主演に月曜日"El Yuma"を監督した。
2014年、サン・セバスティアン国際映画祭でドノスティア賞（功労賞）を受賞した。2015年には麻薬戦争を描いた『ボーダーライン』に出演し、英国アカデミー賞 助演男優賞にノミネートされた。
2017年には『スター・ウォーズ』シリーズの第8作目に当たる『スター・ウォーズ/最後のジェダイ』では、DJ役で出演した。

## 私生活
2011年、広報より、デル・トロとキンバリー・スチュワートの間に子供が生まれることが公表された。2人は交際していないという。同年8月、女児が生まれた。
2011年11月にはスペインの市民権を得ている。
趣味は怪獣のフィギュア収集、油絵も描くという。

## 主な出演作品

### 映画
| 公開年 | 邦題 原題                                                                               | 役名                                           | 備考 | 吹き替え |
| ------ | --------------------------------------------------------------------------------------- | ---------------------------------------------- | --- | --- |
| 1988   | ピーウィーの空飛ぶサーカス Big Top Pee-wee                                              | Duke, The Dog-Faced Boy                        | 日本劇場未公開 | |
| 1989   | 007 消されたライセンス Licence To Kill                                                  | ダリオ                                         | | 鈴置洋孝（VHS版） 古田信幸（TBS版） 成田剣（テレビ朝日版） 星野貴紀（DVD/BD版） 大塚芳忠（JAL機内上映版） 小室正幸（ANA機内上映版） |
| 1991   | インディアン・ランナー The Indian Runner                                                | ミゲル                                         | | |
| 1992   | コロンブス Christopher Columbus: The Discovery                                          | アルヴァロ・ハラナ                             | | 荒川太郎 |
| 1993   | フィアレス Fearless                                                                     | マニー・ロドリゴ                               | | |
| 1993   | ゴールデン・ボールズ Huevos de oro                                                      | ボブ                                           | | |
| 1993   | ビッグ・マネー・ブルース Money for Nothing                                              | ディノ                                         | 日本劇場未公開 | |
| 1994   | ザ・プロデューサー The Buddy Factor                                                     | レックス                                       | | 菅原正志（VHS版） |
| 1994   | チャイナ・ムーン/魔性の女 白い肌に秘められた殺意 China Moon                             | ラマー・ディッキー                             | VHS版とLD版のタイトルは『チャイナ・ムーン』だったが、テレビでは『魔性の女 白い肌に秘められた殺意』のタイトルで放送。DVD版のタイトルもこちらに準ずる。 日本劇場未公開                 | 平田広明 |
| 1995   | ユージュアル・サスペクツ The Usual Suspects                                             | フレッド・フェンスター                         | インデペンデント・スピリット賞 助演男優賞 受賞 | 宮本充（ソフト版） 天田益男（テレビ東京版）                                                                                         |
| 1996   | フューネラル The Funeral                                                                | ガスパー・スポグリア                           | | 荒川太郎 |
| 1996   | ザ・ファン The Fan                                                                      | フアン・プリモ                                 | | 室園丈裕（ソフト版） 中田譲治（テレビ朝日版）                                                                                       |
| 1996   | ザ・カンヌ・プレイヤー Cannes Man                                                       | 本人                                           | カメオ出演 日本劇場未公開 | |
| 1996   | バスキア Basquiat                                                                       | ベニー・ダルモー                               | インデペンデント・スピリット賞 助演男優賞 受賞 | 平田広明 |
| 1997   | エクセス・バゲッジ/シュガーな気持ち Excess Baggage                                      | ヴィンセント                                   | | 森川智之 |
| 1998   | ラスベガスをやっつけろ Fear and Loathing in Las Vegas                                   | ドクター・ゴンゾ（オスカー・ゼータ・アコスタ） | | 谷口節（VHS・旧DVD版） 山路和弘（BD・新DVD版）                                                                                      |
| 2000   | トラフィック Traffic                                                                    | ハビエル・ロドリゲス                           | アカデミー助演男優賞 ゴールデングローブ賞 助演男優賞 英国アカデミー賞 助演男優賞 全米映画俳優組合賞主演男優賞 ニューヨーク映画批評家協会賞 助演男優賞 ベルリン国際映画祭 男優賞 受賞 | 山路和弘 |
| 2000   | 誘拐犯 The Way of the Gun                                                               | ロングボー                                     | | 谷口節 |
| 2000   | スナッチ Snatch.                                                                        | フランキー・“フォー・フィンガー”               | | 矢尾一樹（ソフト版） 咲野俊介（BD新録版）                                                                                           |
| 2000   | ブレッド&ローズ Bread and Roses                                                         | 本人                                           | カメオ出演 | |
| 2001   | プレッジ The Pledge                                                                     | トビー・ジェイ・ワデナ                         | | |
| 2003   | 21グラム 21 Grams                                                                       | ジャック・ジョーダン                           | | 大塚明夫 |
| 2003   | ハンテッド The Hunted                                                                   | アーロン・ハラム                               | | 山路和弘（ソフト版） 小山力也（テレビ東京版）                                                                                       |
| 2005   | シン・シティ Sin City                                                                   | ジャッキー・ボーイ                             | | 山路和弘 |
| 2007   | 悲しみが乾くまで Things We Lost in the Fire                                             | ジェリー・サンボーン                           | | 山路和弘 |
| 2008   | チェ 28歳の革命 / 39歳 別れの手紙 The Argentine / Guerrilla                             | エルネスト・チェ・ゲバラ                       | 兼製作 ゴヤ賞 最優秀男優賞 受賞 カンヌ国際映画祭 男優賞 受賞 | 小山力也 |
| 2010   | ウルフマン The Wolfman                                                                  | ローレンス・タルボット                         | | 山路和弘 |
| 2010   | SOMEWHERE Somewhere                                                                     | セレブリティ                                   | カメオ出演 | |
| 2012   | 野蛮なやつら/SAVAGES Savages                                                            | ラド                                           | | 山路和弘 |
| 2013   | マイティ・ソー/ダーク・ワールド Thor: The Dark World                                    | タリニーア・ティヴァン / コレクター            | カメオ出演（クレジットなし） | 石住昭彦 |
| 2013   | ジミーとジョルジュ 心の欠片を探して Jimmy P                                             | ジェームズ・ピカード                           | | （吹き替え版なし） |
| 2014   | ガーディアンズ・オブ・ギャラクシー Guardians of the Galaxy                              | タリニーア・ティヴァン / コレクター            | | 石住昭彦 |
| 2014   | エスコバル 楽園の掟 Escobar: Paradise Lost                                              | パブロ・エスコバル                             | 兼製作総指揮 | 石原辰己 |
| 2014   | インヒアレント・ヴァイス Inherent Vice                                                  | ソンチョ・スマイラックス                       | | 藤真秀 |
| 2015   | ロープ/戦場の生命線 A Perfect Day                                                       | マンブルゥ                                     | | （吹き替え版なし） |
| 2015   | ボーダーライン Sicario                                                                  | アレハンドロ                                   | | 菅原正志 |
| 2015   | リトルプリンス 星の王子さまと私 The Little Prince                                       | ヘビ                                           | 声の出演 | 竹野内豊 |
| 2017   | スター・ウォーズ/最後のジェダイ Star Wars: The Last Jedi                                | DJ                                             | | 咲野俊介 |
| 2018   | アベンジャーズ/インフィニティ・ウォー Avengers: Infinity War                            | タリニーア・ティヴァン / コレクター            | | 石住昭彦 |
| 2018   | ボーダーライン: ソルジャーズ・デイ Sicario: Day of the Soldado                          | アレハンドロ                                   | | 菅原正志 |
| 2019   | 劇場版 ドーラといっしょに大冒険 Dora and the Lost City of Gold                          | 狐のスワイパー                                 | 声の出演 | 小森創介 |
| 2021   | クライム・ゲーム No Sudden Move                                                         | ロナルド・ルッソ                               | 日本劇場未公開 | 山路和弘 |
| 2021   | フレンチ・ディスパッチ ザ・リバティ、カンザス・イヴニング・サン別冊 The French Dispatch | モーゼス・ローゼンターラー                     | | 咲野俊介 |
| 2023   | レプタイル -蜥蜴- Reptile                                                               | トム・ニコルス                                 | Netflixオリジナル映画 兼製作総指揮 | 沢木郁也 |
| 2025   | ザ・ザ・コルダのフェニキア計画 The Phoenician Scheme                                    | ザ・ザ・コルダ                                 | | |
| 2025   | ワン・バトル・アフター・アナザー One Battle After Another                               | “センセイ” セルジオ                            | ポストプロダクション | |
| 2025   | All-Star Weekend                                                                        | Dr. Phill                                      | | |

### テレビ
| 放映年 | 邦題 原題                                                  | 役名                                | 備考                                                                         | 吹き替え   |
| ------ | ---------------------------------------------------------- | ----------------------------------- | ---------------------------------------------------------------------------- | ---------- |
| 1987   | 特捜刑事マイアミ・バイス Miami Vice                        | ピト                                | シーズン3第23話「この世はすべてショー・ビジネス」                            | 塩屋翼     |
| 1987   | プライベート・アイ Private Eye                             | カルロス                            | 計2話出演                                                                    |            |
| 1990   | ドラッグ・ウォーズ/麻薬戦争 Drug Wars: The Camarena Story  | カロ・クインテロ                    | 計3話出演                                                                    | 下條アトム |
| 1994   | ハリウッド・ナイトメア Tales from the Crypt                | ビル                                | 計1話出演                                                                    |            |
| 1995   | Fallen Angels                                              | Paco                                | 計1話出演                                                                    | N/A        |
| 2018   | エスケープ・アット・ダンネモラ〜脱獄〜 Escape at Dannemora | Richard Matt                        | 計7話出演                                                                    | N/A        |
| 2021   | ホワット・イフ...? What If...?                             | タリニーア・ティヴァン / コレクター | 声の出演 シーズン1第2話「もしも...ティ・チャラがスター・ロードになったら？」 | 石住昭彦   |